# Чоризо

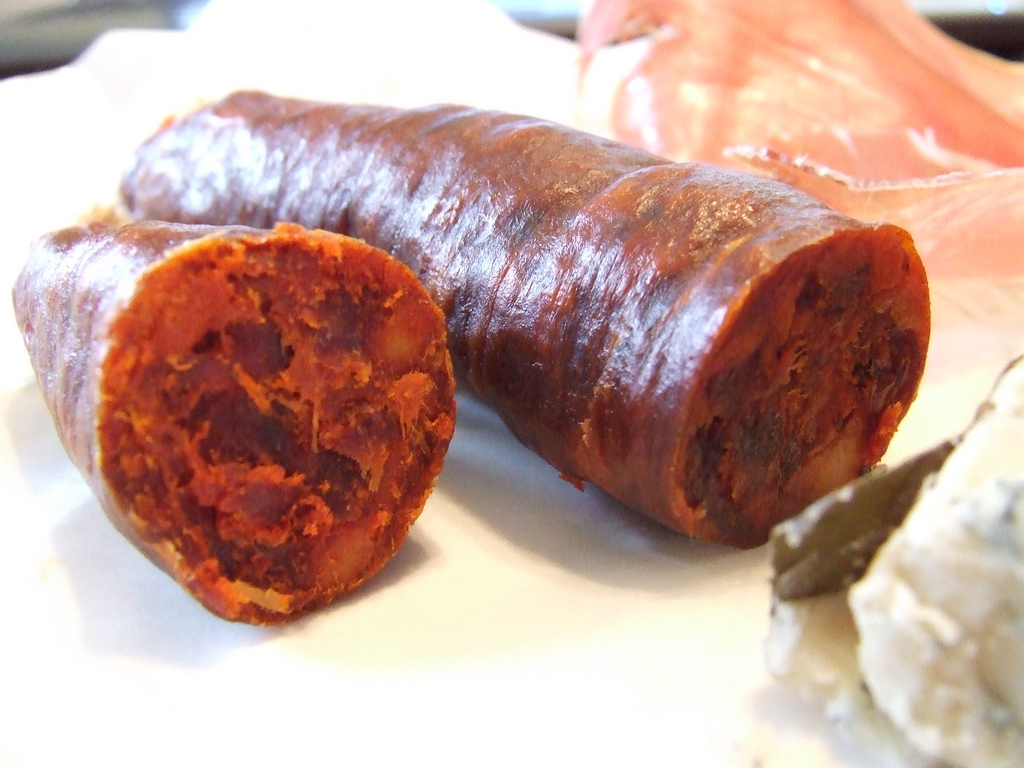
Чоризо

Чори́зо (правильнее чорисо; исп. chorizo, галис. chourizo, порт. chouriço, кат. xoriço) — пикантная свиная колбаса родом из Испании и Португалии. Чоризо также популярна в странах Латинской Америки.
Основной пряностью, используемой при приготовлении чоризо, является паприка, которая придаёт колбасе типичный вкус и красноватый цвет. В латиноамериканских странах вместо паприки часто используют острый перец чили. Мясо для фарша обычно рубят крупными кусками, однако в некоторых регионах его мелко перемалывают.
Чаще всего чоризо поступает в продажу в сыровяленом или сырокопчёном виде. Её едят как обычную колбасу на бутербродах и в тапас, также чоризо жарят (включая барбекю) или добавляют в похлёбки (например, в косидо и калду верде) или рагу. Известно блюдо рис с чоризо (исп. Arroz con chorizo).